# Macedóniai koncér
A macedóniai koncér (Pachychilon macedonicum) a sugarasúszójú halak (Actinopterygii) osztályának pontyalakúak (Cypriniformes) rendjébe, ezen belül a pontyfélék (Cyprinidae) családjába tartozó faj.

## Előfordulása
A macedóniai koncér az Égeisz faunavidék északnyugati részéhez tartozó Vardar folyórendszerben és a Dojrani-tóban található meg. Az álló- és lassú folyású vizeket kedveli.

## Megjelenése
A hal háta magas, teste zömök, orra tompa, szájnyílása szűk, rézsút felfelé irányuló, ajkai vaskosak, húsosak. Nagy, kerekded pikkelyei vannak, 42-45 az oldalvonal mentén. Mellúszói 12-14, hátúszója 9-10, farok alatti úszója 9-11 sugarú. Garatfogai egysorosak, 4-4 (5). Háta sötét, zöldes vagy kékes fémfénnyel, oldalai világosak, ezüstszínűek, hasa sárgásfehér. Szemének hátulsó szegélyétől sötétbarna hosszanti sáv húzódik, amely a faroknyélen folttá szélesedik, és átterjed a farokúszóra is. Testhossza legfeljebb 12 centiméter.

## Szaporodása
Szívesen tartózkodik a sekély, sűrűn benőtt parti vizekben. Április-májusban ívik, ilyenkor az ivarérett példányok gyakran nagy csapatokban gyülekeznek az ívóhelyeken, ahová a hímek néhány nappal a nőstények előtt érkeznek. Heves nászjáték veszi kezdetét, majd maga az ikrázás is hangos csobogás közepette megy végbe. A ragadós, körülbelül 1 milliméter átmérőjű ikrák növényeken, gyökereken, köveken tapadnak meg. A kelési idő a víz hőmérsékletétől függően 4-10 nap. Az ivadék 2-5 napig a szikzacskóból táplálkozik, később planktont, majd a felnőttekhez hasonlóan férgeket, apró rákokat, rovarlárvákat, vízbe hullott rovarokat fogyaszt.